# Montsûrs
 Montsûrs ist eine französische Gemeinde mit 3.192 Einwohnern (Stand 1. Januar 2022) im Département Mayenne in der Region Pays de la Loire. Sie gehört zum Arrondissement Mayenne und zum Kanton Évron.
Sie entstand als namensgleiche Commune nouvelle mit Wirkung vom 1. Januar 2019 durch die Zusammenlegung der früheren Commune nouvelle Montsûrs-Saint-Céneré mit den bisherigen Gemeinden Montourtier, Deux-Évailles und Saint-Ouën-des-Vallons, die in der neuen Gemeinde den Status einer Commune déléguée haben. Auch die in Montsûrs-Saint-Céneré bereits integrierten Gemeinden Montsûrs und Saint-Céneré behalten diesen Status in der neuen Gemeinde. Der Verwaltungssitz befindet sich im Ort Montsûrs.

## Gliederung
| Ortsteil                      | ehemaliger INSEE-Code | Fläche (km²) | Einwohnerzahl zum 1. Januar 2022 |
| ----------------------------- | --------------------- | ------------ | -------------------------------- |
| Montsûrs (Verwaltungssitz)000 | 53161                 | 10,85        | 1.967                            |
| Deux-Évailles                 | 53092                 | 11,93        | .0208                            |
| Montourtier                   | 53159                 | 19,09        | .0331                            |
| Saint-Céneré                  | 53205                 | 18,89        | .0489                            |
| Saint-Ouën-des-Vallons        | 53244                 | 07,38        | .0197                            |

## Geographie
Die Gemeinde liegt rund 20 Kilometer nordöstlich von Laval. Das Gemeindegebiet wird vom Fluss Jouanne durchquert. Hier münden auch seine Zuflüsse Deux-Évailles und Jarriais.
Nachbargemeinden sind Belgeard im Norden, Jublains im Nordosten, Mézangers und Neau im Osten, Brée und Évron im Südosten, La Chapelle-Rainsouin im Süden, Argentré und La Chapelle-Anthenaise im Südwesten, Châlons-du-Maine und Gesnes im Westen sowie La Bazouge-des-Alleux und Commer im Nordwesten.

## Geschichte

### Internierungslager La Chauvinerie
Eine in Frankreich lange Zeit verdrängte Geschichte war die der Ausgrenzung jener Menschen, die hier als Nomaden (Nomades) oder Zigeuner (Tsiganes) bezeichnet wurden und werden. Diese Ausgrenzung begann spätestens mit einem Gesetz von 1912, dem in der Zeit zwischen den beiden Weltkriegen weitere Verwaltunbgsmaßnahmen zur Regtlementierung des Alltagslebens und zur Überwachung folgten.
Am 6. April 1940 verfügte Albert Lebrun, der Präsident der französischen Republik, in einem Dekret die Isolierung von Nomaden an besonderen Orten unter Polizeiaufsicht. Begründet wurde dies mit einem angeblichen Risiko, das in Kriegszeiten von „Nomaden“ ausgehe. 
In der Folge dieses Dekrets wurden in Frankreich etwa 30 Zentren geschaffen, von denen 25 ausschließlich für Sinti und Roma reserviert waren. Das größte dieser Nomaden-Lager befand sich in Montreuil-Bellay, und im Département Mayenne entstanden Lager in Grez-en-Bouère und Montsûrs. Das am 23. Oktober 1940 von der Präfektur in Grez-en-Bouère eingerichtete Lager musste aufgrund der unhaltbaren Lebensumstände für die dort internierten Menschen im Dezember 1940 wieder geschlossen und alle Internierten nach Montsûrs verlegt werden.
Bei dem am 16. Dezember 1940 eröffneten Lager La Chauvinerie handelte es sich um das Gelände eines ehemaligen Bauernhofes in der Nähe der Bahnlinie Paris-Brest, auf dem zwei Reihen von Baracken standen, umgeben von Stacheldraht. Das Lager war für 160 Personen ausgelegt, untergebracht waren aber nur 85 Personen, darunter 15 Kinder. Sie wurden von sieben Wachleuten bewacht. Bis zur Schließung des Lagers am 9. April 1942 mussten die arbeitsfähigen Männer überwiegend für deutsche Unternehmen in Laval und Mayenne arbeiten, einige wenige auch auf umliegenden Bauernhöfen. Das hat die Not der Lagerinsassen aber kaum gemildert: In allen von den Lagerleitern verfassten Berichte sei immer die Bedürftigkeit der Nomaden betont worden.
Zum Zeitpunkt der Schließung des Lagers La Chauvinerie Anfang April 1942 befanden sich dort offenbar nur noch 61 Internierte; 23 von ihnen wurden in das Lager von Montreuil-Bellay verlegt, 34 durften im Département Mayenne bleiben, die anderen wurden ins Krankenhaus eingeliefert oder flohen.
Das Mémorial des Déportés de la Mayenne (Gedenkstätte der Deportierten aus der Mayenne) dient dem Gedenken der Deportierten aus der Mayennet, die in die Konzentrations- und Vernichtungslager der Nazis geschickt wurden. Dort fand 2016 die Ausstellung Adieu roulottes et chevaux, l’internement des nomades en Mayenne de 1940 à 1942 (Abschied von Zigeunerwagen und Pferden, die Internierung der Nomaden in der Mayenne von 1940 bis 1942) statt. Zum Programm der Ausstellung gehörte auch ein Spaziergang auf den Spuren des ehemaligen Internierungslagers La Chauvinerie.

## Persönlichkeiten
- Théodore Labouré (1883–1944), Ordensgeistlicher und Generaloberer der Oblaten der Unbefleckten Jungfrau Maria

## Gemeindepartnerschaften
- Irsee (Bayern), seit 1988
- Chilcomtpon (Großbritannien), seit 1992